# Dezocyna
Dezocyna (łac. dezocinum) – organiczny związek chemiczny, opioidowy lek przeciwbólow należący do pochodnych fenantrenowych alkaloidów opium. Efekt leczniczy wywiera poprzez działanie agonistyczne na receptory μ i κ, posiada także komponentę działania antagonistycznego, co może sprowokować objawy odstawienne u osób uzależnionych od opioidów o czysto agonistycznych właściwościach. Siła i czas działania zbliżone są do morfiny. Nie ustalono dotąd stopnia ryzyka uzależnienia od dezocyny, należy jednak oczekiwać, że jest ono mniejsze niż w przypadku leków o czystym działaniu agonistycznym. W małych dawkach dezocyna powoduje działanie euforyzujące, jednak działanie poprzez receptory κ powoduje, iż w większych dawkach obserwuje się działanie przeciwne. 
Niepożądanym efektem ubocznym jest depresja oddechowa o podobnej sile jak wywoływany przez morfinę. Efekt ten przestaje nasilać się powyżej dawki 0,4 mg/kg (tzw. „efekt sufitowy”, zaobserwowany wcześniej przy depresji oddechowej wywołanej podaniem nalorfiny lub nalbufiny).